# Nordlig ormhuvudsfisk
Nordlig ormhuvudsfisk (Channa argus) är en fiskart som först beskrevs av Theodore Edward Cantor, 1842. Nordlig ormhuvudsfisk ingår i släktet asiatiska ormhuvudsfiskar (Channa) och familjen ormhuvudsfiskar (Channidae).

## Storlek och vikt
Nordlig ormhuvudsfisk är en medelstor rovfisk som högst är 90 cm lång oftast 50-75 cm och väger högst 6,3 kg oftast 4-4,5 kg.

## Utbredning
Arten förekommer ursprunglig i nordöstra Kina och i angränsande områden av Ryssland. Den introducerades i Japan och i andra kinesiska regioner. individerna vistas i stora floder och deras bifloder samt i insjöar. Nordlig ormhuvudsfisk vandrar före vintern till mer skyddade regioner.

## Ekologi
Nordlig ormhuvudsfisk kan överleva utanför vattnet i 3 till 4 dagar vid temperaturer mellan 10 och 15°C. Den gömmer sig och överraskar sina byten. Individerna blir könsmogna när de är 30 cm långa och två år gamla. Honor lägger i juni och juli ägg.

## Föda och hot
Den nordliga ormhuvudsfisken är en riktig storätare som äter fiskar, groddjur, kräftdjur, andungar och små däggdjur. Fiender inkluderar människa.
Arten fiskas som sport och flera exemplar fångas och säljs som akvariedjur. Populationen minskar men IUCN listar arten fortfarande som livskraftig (LC).